# Jeff Bridges
Jeffrey Leon „Jeff“ Bridges (* 4. prosince 1949 v Los Angeles v Kalifornii, USA) je americký herec a hudebník.
Mezi jeho nejvýznamnější filmy patři Poslední představení (v originále The Last Picture Show), Tron, Starman, Báječní Bakerovi hoši (The Fabulous Baker Boys), Král rybář (The Fisher King), Beze strachu (Fearless), Big Lebowski, Kandidáti (The Contender) a Iron Man. Českým divákům je znám svojí rolí Jacka Prescotta v americkém dobrodružném filmu režiséra Johna Guillermina King Kong z roku 1976.

## Osobní život
Narodil se v Los Angeles v Kalifornii manželům Lloydovi a Dorothy Bridgesovým. Má staršího bratra Beaua a mladší sestru Lucindu. Jeho druhý bratr Garret zemřel v roce 1948 na syndrom náhlého úmrtí kojenců. Se svým bratrem Beauem, který se o něj staral, když byl jeho otec zaneprázdněn prací, měl velice blízký vztah. Spolu se svými sourozenci vyrůstal ve čtvrti Holmby Hills v Los Angeles.
Je strýcem Jordana Bridgese. V roce 1977 se oženil se Susan Gestonovou, se kterou se setkal během natáčení filmu Rancho Deluxe na ranči, kde Susan pracovala jako služebná. Mají spolu tři dcery: Isabellu (narozená v roce 1981), Jessicu Lily (1983) a Hayley Roselouise (1985). Je také kuřákem marihuany; v rozhovoru přiznal, že v průběhu natáčení filmu Big Lebowski sice nekouřil, ale „návyku se natrvalo nezbavil“.
Obdržel humanitární cenu Action Against Hunger.

## Filmová kariéra
Jako teenager se spolu se svým bratrem Beauem objevoval v pořadu jejich otce The Lloyd Bridges Show.
Svoji první velkou filmovou roli získal ve snímku Poslední představení (The Last Picture Show) z roku 1971, za kterou získal nominaci na Oscara za nejlepší mužský herecký výkon ve vedlejší roli. Na tutéž cenu byl opět nominován za svůj výkon po boku Clinta Eastwooda ve filmu Thunderbolt a Lightfoot (1974). Mezi jeho známější role patří také postava Kevina Flynna v kultovním sci-fi filmu Tron nebo mimozemšťan ve snímku Starman, za kterého byl nominován na Oscara. Hrál i Jeffa „Dudea“ Lebowského v kultovním snímku Big Lebowski. Jeho výkon ve filmu Fearless je některými kritiky označován za jeden z jeho nejlepších. Jeden z nich ho nazval mistrovským dílem; Pauline Kaelová napsala, že „je možná ten nejpřirozenější a nejméně rozpačitý filmový herec, který kdy žil.“
V roce 2000 byl za svou roli v Kandidátech (v originále The Contender) nominován na svého čtvrtého Oscara. Hrál také ve filmu Krajina přílivu (Tideland, 2005) režiséra Terryho Gilliama, což byla už druhá role, kterou pod jeho vedením ztvárnil (tou první byl Král rybář (The Fisher King) v roce 1991). Ve snímku společnosti Marvel Iron Man z roku 2008 hraje postavu Obadiaha Stane. V roce 2010 si zopakoval roli Kevina Flynna ve snímku Tron: Legacy 3D.
V roce 2010 vyhrál Zlatý glóbus v kategorii Nejlepší herec v dramatu a Oscara za Nejlepší mužský herecký výkon v hlavní roli za roli ve filmu Crazy Heart.

## Filmografie

### Film
| Rok  | Název                                           | Role                                  | Poznámky       |
| ---- | ----------------------------------------------- | ------------------------------------- | -------------- |
| 1951 | The Company She Keeps                           | Sám sebe (novorozeně)                 |                |
| 1970 | Rozlícené posluchárny                           | Douglas (Doug)                        |                |
| 1971 | The Last Pictre Show                            | Duane Jackson                         |                |
| 1971 | The Yin and the Yang of Mr. Go                  | Nero Finnighan                        |                |
| 1972 | Nadmuté město                                   | Ernie Munger                          |                |
| 1972 | Mizerná banda                                   | Jake Rumsey                           |                |
| 1973 | Lolly-Madonna XXX                               | Zack Feather                          |                |
| 1973 | Poslední americký hrdina                        | Elroy Jackson, Jr.                    |                |
| 1973 | The Iceman Cometh                               | Don Parritt                           |                |
| 1974 | Thunderbolt a Lightfoot                         | Lightfoot                             |                |
| 1975 | Ranč Deluxe                                     | Jack McKee                            |                |
| 1975 | Hearts of the West                              | Lewis Tater                           |                |
| 1976 | Zůstaň hladový                                  | Craig Blake                           |                |
| 1976 | King Kong                                       | Jack Prescott                         |                |
| 1978 | Somebody Killed Her Husband                     | Jerry Green                           |                |
| 1979 | Zimní zabíjení                                  | Nick Kegan                            |                |
| 1979 | The American Success Company                    | Harry Flowers                         |                |
| 1980 | Nebeská brána                                   | John L. Bridges                       |                |
| 1981 | Cutterova cesta                                 | Richard Bone                          |                |
| 1982 | Tron                                            | Kevin Flynn                           |                |
| 1982 | Polib mě na rozloučenou                         | Dr. Rupert Baines                     |                |
| 1982 | Poslední jednorožeč                             | Princ Lir (hlas)                      |                |
| 1984 | Všemu navzdory                                  | Terry Brogan                          |                |
| 1984 | Starman                                         | Starman/Scott Hayden                  |                |
| 1985 | Zubaté ostří                                    | Jack Forrester                        |                |
| 1986 | 8 milionů způsobů jak zemřít                    | Matthew "Matt" Scudder                |                |
| 1986 | Příští ráno                                     | Turner Kendall                        |                |
| 1987 | Nadine                                          | Vernon Hightower                      |                |
| 1988 | Tucker: Člověk a jeho sen                       | Preston Tucker                        |                |
| 1989 | Zítra na shledanou                              | Larry Livingstone                     |                |
| 1989 | Báječní Bakerovi hoši                           | Jack Baker                            |                |
| 1990 | Texasville                                      | Duane Jackson                         |                |
| 1991 | Král rybář                                      | Jack Lucas                            |                |
| 1992 | Americké srdce                                  | Jack Kelson                           | také producent |
| 1993 | Záhadné zmizení                                 | Barney Cousins                        |                |
| 1993 | Beze strachu                                    | Max Klein                             |                |
| 1994 | Zděšení                                         | Jimmy Dove/Liam McGivney              |                |
| 1995 | ivoký Bill                                      | James Butler 'Wild Bill' Hickok       |                |
| 1996 | Bílá smršť                                      | Captain Christopher 'Skipper' Sheldon |                |
| 1996 | Dvě tváře lásky                                 | Gregory Larkin                        |                |
| 1998 | Big Lebowski                                    | Jeffrey "The Dude" Lebowski           |                |
| 1999 | Miluj bližního srdce                            | Michael Faraday                       |                |
| 1999 | Múza                                            | Jack Warrick                          |                |
| 1999 | Milionář                                        | Lyle Carter                           |                |
| 2000 | Kandidáti                                       | prezident Jackson Evans               |                |
| 2001 | Nebezpečná partie                               | Jimmy Berg                            |                |
| 2001 | Svět podle Prota                                | Dr. Mark Powell                       |                |
| 2002 | Ztracen v La Mancha                             | Vypravěč                              | dokument       |
| 2003 | Inkognito                                       | Tom Friend                            |                |
| 2003 | Seabiscuit                                      | Charles S. Howard                     |                |
| 2004 | Dveře v podlaze                                 | Ted Cole                              |                |
| 2005 | The Moguls                                      | Andy                                  |                |
| 2005 | Krajina přílivu                                 | Noah                                  |                |
| 2006 | Rebelka                                         | Burt Vickerman                        |                |
| 2007 | Divoké vlny                                     | Ezekiel 'Big Z' Topanga/Zeek (hlas)   |                |
| 2008 | Iron Man                                        | Obadiah Stane / Iron Monger           |                |
| 2008 | Jak se zbavit přátel a zůstat úplně sám         | Clayton Harding                       |                |
| 2009 | Open Road                                       | Kyle                                  |                |
| 2009 | Crazy Heart                                     | Otis "Bad" Blake                      |                |
| 2009 | Muži, co zírají na kozy                         | Bill Django                           |                |
| 2010 | Tron: Legacy 3D                                 | Kevin Flynn/Clu 2                     |                |
| 2010 | Opravdová kuráž                                 | Rooster Cogburn                       |                |
| 2012 | A Place at the Table                            | Vypravěč                              | dokument       |
| 2013 | R.I.P.D. – URNA: Útvar Rozhodně Neživých Agentů | Roy Pulsipher                         |                |
| 2013 | Pablo                                           | Vypravěč/profesor                     |                |
| 2014 | Dárce                                           | Dárce                                 | také producent |
| 2014 | Sedmý syn                                       | mistr Gregory                         |                |
| 2015 | Malý princ                                      | Letec (hlas)                          |                |
| 2016 | Za každou cenu                                  | Marcus Hamilton                       |                |
| 2017 | Kingsman: Zlatý kruh                            | Champagne                             |                |
| 2017 | Granite Mountain                                | bude oznámeno                         |                |
| 2018 | Zlý časy v El Royale                            | Daniel Flynn / Dock O'Kelly           |                |

### Televize
| Rok       | Název                      | Role                               | Poznámky                                                   |
| --------- | -------------------------- | ---------------------------------- | ---------------------------------------------------------- |
| 1958–1960 | Sea Hunt                   | Davey Crane/Jimmy/Boy/Kelly Bailey | 4 díly                                                     |
| 1962–1963 | The Lloyd Bridges Show     | Různé postavy                      | 3 díly                                                     |
| 1965      | The Loner                  | Bud Windom                         | díl: „The Ordeal of Bud Windom“                            |
| 1969      | The F.B.I.                 | Terry Shelton                      | díl: „Boomerang“                                           |
| 1969      | Lassie                     | Cal Baker                          | díl: „Success Story“                                       |
| 1969      | Silent Night, Lonely Night | John Young                         | televizní film                                             |
| 1970      | The Don Knotts Show        | Sám sebe                           | 1 díl                                                      |
| 1970      | The Most Deadly Game       | Hawk                               | díl: „Nightbirds“                                          |
| 1971      | In Search of America       | Mike Olson                         | televizní film                                             |
| 1981      | Great Performances         | Michael Loomis                     | díl: „The Girls in Their Summer Dresses and Other Stories“ |
| 1983      | Faerie Tale Theatre        | Claude / Princ                     | díl: „Rapunzel“                                            |
| 1983      | Saturday Night Live        | Sám sebe (moderátor)               | díl: „Beau Bridges and Jeff Bridges/Randy Newman“          |
| 1996      | Co skrývá Amerika          | Vincent                            | televizní film, také výkonný producent                     |
| 2008      | A Dog Year                 | Jon Katz                           | televizní film                                             |
| 2011      | Saturday Night Live        | Sám sebe (moderátor)               | díl: „Jeff Bridges/Eminem and Lil Wayne“                   |